# San Rafael (Puriscal)
San Rafael es un distrito del cantón de Puriscal, en la provincia de San José, de Costa Rica.

## Geografía
San Rafael cuenta con un área de 15,5 km² y una altitud media de 825 m s. n. m.

## Demografía
Para el año 2022, San Rafael cuenta con una población estimada de 2156 habitantes, y para el último censo efectuado, en 2011, San Rafael contaba con una población de 1730 habitantes.

## Localidades
- Cabecera: San Rafael Arriba
- Poblados: Bijagual, Floralia, Punta de Lanza, San Rafael Abajo, San Rafael Arriba, Bajo Máquina, Bella Vista, Bajo Jiménez, Barrio Santa Cecilia Abajo.

## Transporte

### Carreteras
Al distrito lo atraviesan las siguientes rutas nacionales de carretera:
- Ruta nacional 314